# Ernst Spolén

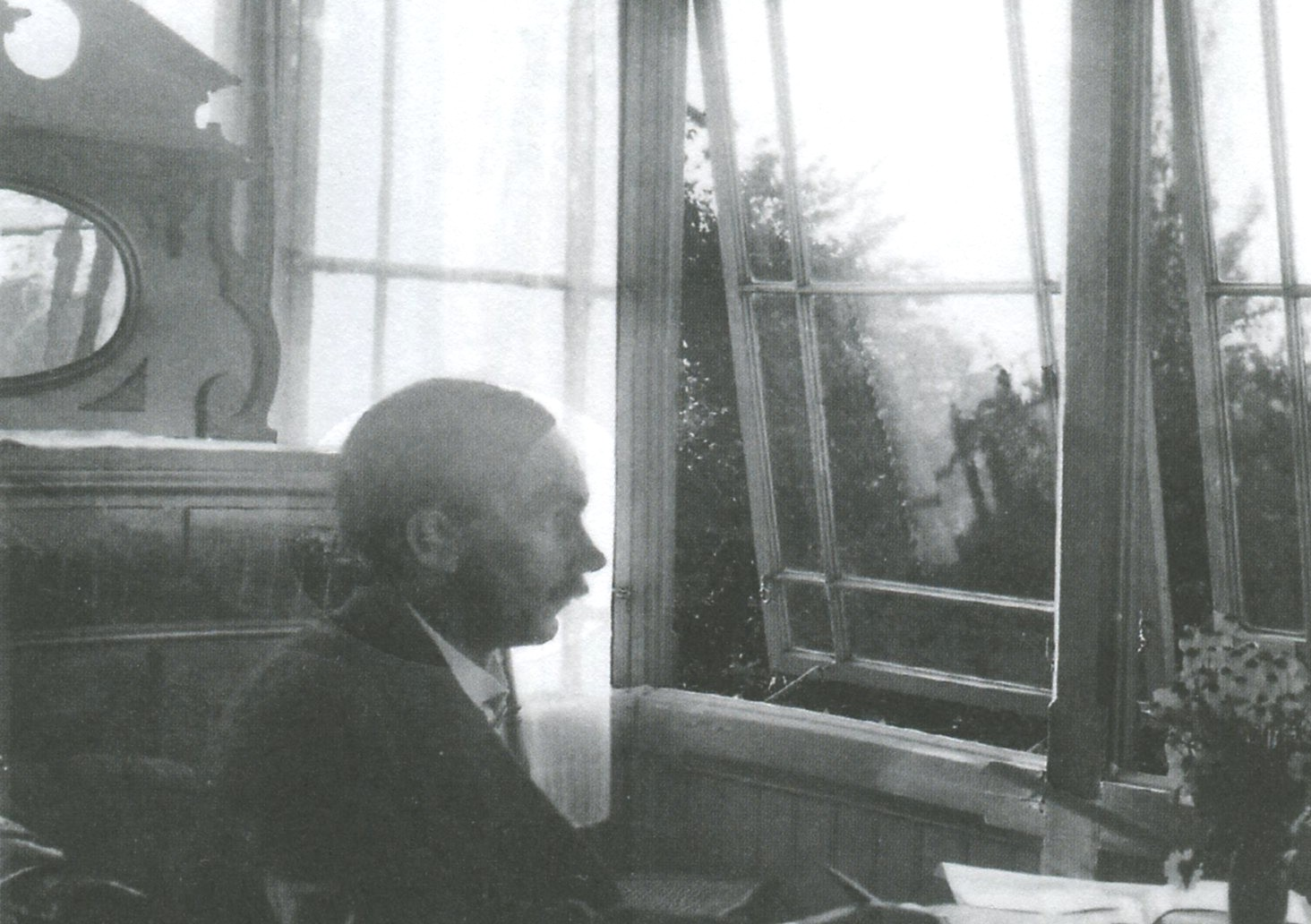
Ernst Spolén omkring 1930

Ernst Oscar Hugibert Calixtus Spolén, född 14 oktober 1880 i Halmstad, död 9 februari 1974 i Bolums socken i Skaraborgs län, var en svensk arkitekt, möbelformgivare, akvarellmålare och författare. 
Spolén växte upp på prostgården i Fryksände socken (Torsby) i norra Värmland som son till prosten Johannes Spolén, född 1840 i Skee och Anna Katharina Lihn samt bror till Alexandra Spolén. 
Spolén utexaminerades från Chalmers tekniska läroanstalt 1903. I Göteborg blev han vän med konstnären Ivar Arosenius, då ännu okänd. Snart blev de också släkt då Spolén 1905 gifte sig med hans syster Ingegerd. Paret bosatte sig i Stockholm där Spolén kompletterade sin utbildning på Konstakademiens (Kungliga Akademien för de fria konsterna) arkitektlinje, från vilken han utexaminerades 1906. Han var därefter anställd hos Torben Grut, Ernst Stenhammar och Ivar Tengbom.
Efter detta arbetade Spolén direkt under Ragnar Östberg med planeringen av Stockholms stadshus 1911–1923. Från 1916 blev Spolén ansvarig för möbelinredningen och han formgav möblerna som finns i Gyllene Salen och Salen Tre kronor.
På Hemutställningen 1917 på Liljevalchs konsthall i Stockholm deltog Spolén med ett kök och ett vardagsrum, inrett med gustavianskt inspirerade möbler. Han var senare t.f. stadsarkitekt i Kristinehamns stad och Filipstads stad och bedrev från 1946 egen arkitektverksamhet i Karlstad. Han var verksam fram till 80 års ålder.
I svensk konsthistoria har han sitt intresse som nära vän och senare svåger till Ivar Arosenius. Det var på Spoléns initiativ som han och Arosenius genomförde den för Arosenius betydelsefulla Värmlandsresan 1902 då de båda vännerna vistades i Spoléns föräldrahem. Arosenius som då led av en bestämd misantropi kunde i Spolén finna en av de få personer som han kunde sluta sig till. Tillsammans utförde de akvarellstudier i Fryksdalen. Sina upplevelser med Arosenius skildrade han på ett målande sätt i boken Ivar Arosenius. En minnesbild 1963 och i uppsatsen Ivar Arosenius, Ole Kruse, Gerhard Henning. Minnesbilder nedtecknade av Signe Lagerlöw Sandell, Ernst Spolén 1956. Spolén finns bland annat representerad vid Göteborgs universitetsbibliotek.

## Familj
Spoléns äktenskap med Ingegerd Arosenius blev barnlöst. Den 20 maj 1936 gifte han om sig med Marianne Nannes och 1937 föddes dottern Ann (död 2002) och 1939 sonen Hans (död 2020), som var verksam som arkitekt i Stockholm. Ernst Spolén är begravd på Fryksände kyrkogård.